# Lupin the Third: Pilot Film
Lupin the Third: Pilot Film (ルパン三世〈PILOT FILM〉, Rupan Sansei (Pairotto Firumu), littéralement Lupin III : Film Pilote) est un court-métrage d'animation japonais réalisé par Masaaki Ōsumi. Il s'agit de la toute première adaptation du manga Lupin III, crée par Monkey Punch en 1967. Ce film de 12 minutes fut créé par Tokyo Movie et était destiné à générer de l'intérêt et à assurer un financement pour une plus grande production. Vers 1971, il fut adapté à la télévision avec de nouveaux doubleurs et la série fut prise en main par Yomiuri Television, menant à la création de Lupin the Third Part I.

## Synopsis
Le film pilote, librement adapté du chapitre Camera Tricks, sert principalement d'introduction aux cinq personnages principaux, ainsi qu'à un détective retraité nommé Kogoro Akechi. Chaque personnage est introduit au spectateur à travers plusieurs vignettes avec une narration. Lupin III, Daisuke Jigen et Fujiko Mine sont dans un manoir encerclé par la police dirigée par l'inspecteur Zenigata et Akechi. Goemon Ishikawa offre son aide aux policiers en entrant dans la maison pour aller tuer Lupin. En revanche, Lupin est déjà sorti du bâtiment sous un déguisement d'Akeshi et facilite l'évasion de Jigen et de Fujiko.

## Fiche technique
- Titre original : ルパン三世〈PILOT FILM〉
- Réalisation : Osamu Kobayashi, Masaaki Ôsumi
- Scénario : Osamu Kobayashi, d'après le manga Lupin III de Monkey Punch
- Musique : Norio Maeda
- Direction artistique : Tsutomu Shibayama
- Décors : Reiji Koyama
- Son : Atsumi Tashiro
- Animation : Osamu Kobayashi, Tsutomu Shibayama, Gisaburō Sugii, Yasuo Otsuka
- Production : Yutaka Fujioka
- Société de production : TMS Entertainment
- Pays de production :  Japon
- Langue originale : japonais
- Format : couleur — 35 mm — 2,35:1 (CinemaScope)
- Durée : 12 minutes
- Dates de sortie :
  - Japon : 10 novembre 1969

## Distribution

### Version Cinemascope
- Taichirō Hirokawa: Lupin III
- Kiyoshi Kobayashi : Jigen
- Eiko Masuyama : Fujiko Mine
- Shinsuke Chikaishi : l'inspecteur Zenigata / narrateur
- Gorō Naya : Goemon Ishikawa
- Hitoshi Takagi : Kogoro Akechi

### Version télé
- Nachi Nozawa: Lupin III
- Kiyoshi Kobayashi : Jigen
- Eiko Masuyama : Fujiko Mine
- Chikao Ōtsuka: l'inspecteur Zenigata
- Osamu Kobayashi : Goemon Ishikawa
- Kōichi Kitamura : Kogoro Akechi
- Nobuo Tanaka : narrateur

## Production
L'adaptation en animation du manga de Monkey Punch fut suggéré en premier par l'animateur Gisaburō Sugii à Yutata Fujioka, le fondateur de Tokyo Movie Shinsha (connu alors sous le nom de Tokyo Movie). Bien que Fujioka était intéressé par l'idée, Tokyo Movie n'avait pas assez de ressources financières pour pouvoir produire un tel projet. Cela mena à la création d'un pilote en CinemaScope nommé Pilot Film, dont l'intention était de produire de l'intérêt dans le projet et d'assurer du financement de producteurs potentiels. La bande sonore vocale du Pilot Film fut écrite et animé par Sugii, Yasuo Otsuka, Tsutomu Shibayama et Osamu Kobayashi, avec la supervision par Masaaki Ōsumi et les décors par Reiji Koyama. La bande sonore musicale fut composée par Norio Meida, tandis que le dialogue fut écrit par Jiro Saito et Toshiaki Imaizumi.
Yasuo Otsuka avait quitté Toei Animation pour rejoindre Tokyo Movie, vu qu'en travaillant sur Lupin, il pourrait utiliser ses connaissances ainsi que son intérêt sur les armes et les transports dans son animation. L'équipe étudia le style de Monkey Punch en détail, incluant l'influence du dessinateur américain Mort Drucker sur le manga, et analysa les personnages de tous les angles; ils étaient initialement assistés par Monkey Punch lui-même jusqu'à ce qu'il sente que le projet était trop pour lui,. Des scripts et des traitements furent aussi écrits pour une adaptation en long-métrage, dont l'un d'eux montrait Lupin avant le début de sa carrière de voleur en tant qu'hippie à Shinjuku, et expliquait comment il en vint à être poursuivi par la police et par d'autres criminels.
Bien que la qualité du pilote était élevée pour son époque, peu d'investisseurs étaient intéressés dans le projet en raison de ses thèmes adultes de violence et de sexualité. Un an plus tard, le projet n'avait toujours pas été vendu et le pilote fut adapté pour la télévision. L’animation de cette version était majoritairement identique à la version CinemaScope, mais contenait une distribution différente : seules les voix de Kiyoshi Kobayashi (Jigen) et d'Eiko Masuyama (Fujiko) avaient été retenues pour les deux versions. En 1971, Yomiuri Television accepta de produire une adaptation télévisée du manga.

## Diffusion
Une partie de l'animation de la version télé du pilote fut recyclée dans plusieurs génériques de la série Edgar de la Cambriole, malgré le fait que Lupin porte une veste rouge dans ces séquences (elle devint verte pour la série à l'insistance de Yasuo Otsuka).
Le Pilot Film fut diffusé sur Yomiuri TV le 17 août 1988 et les deux versions furent incluses dans l'OAV Lupin III Secret Files (シークレットファイル, Rupan Sansei — Shīkuretto Fairu) en 1989. Elles sont sorties en Amérique du Nord en tant que bonus de l'édition DVD de la série par Discotek Media (en) en 2012.
En France, le film fait partie des bonus de l'édition collector DVD/Blu-Ray de la première série par Black Box en 2019.

## Accueil
Chris Beveridge de The Fandom Post écrit que le pilote capture réellement la sensation du manga d'origine en ce qui concerne à la fois la conception de personnages et sa sexualité brute, faisant du film « un visionnage très très divertissant ».